# オトマー・フライヘル・フォン・フェアシューアー
オトマー・フライヘル・フォン・フェアシューアー（Otmar Freiherr von Verschuer、1896年7月16日 - 1969年8月8日）は、ドイツの優生学者、人類遺伝学者（人類生物学者）。
ナチスの科学者であり、ナチスによるユダヤ人大量殺害政策に協力した科学者である。
フェアシュアーは1930年代から1950年代にかけてのドイツを代表する遺伝病理学者であり、ナチスの人種政策の重要な提唱者であった。当時彼の説は人々から　" 科学的に有効 " と信じられ、ナチスの政策にも影響を与えたが、現在の水準で彼の学説を詳細に科学的に検討すると、彼の唱えた内容は病的に間違った学問であることが判明している。

## 生涯
ドイツのゾルツでオランダ貴族の " フェアシュアー 家 "（de:Verschuerも参照可）に生まれた。大学に進学すると、当時先端の科学として世界的に流行していた優生学を学び、その専門家となった。優生学は、民族を集団としてとらえて集団レベルでの遺伝的な健康を目指すため、優れた遺伝子を残し、劣った遺伝子を残さないことで「優秀な人間によるユートピア」を目指すと当時は考えられており、人間を選別して障害者や病人と見なした人々が子孫を残せないように断種（不妊手術。輸卵管や輸精管を切断するような手術）を推進する学問であった。
1931年にフェアシュアーは障害者に対して不妊手術を行うべきだと主張した。当時ドイツは第一次世界大戦の敗戦によって課せられた賠償金や世界恐慌のため国民の生活は困窮を極め、政府の財政は危機的状況であり、「障害者にまわす予算を健常者のために役立てるべき」「多くのドイツ民族を救うためには、小さな犠牲はしかたない」と考え、「本人が同意があれば、不妊手術を認める」とする州レベルの法案を提案した。当時のドイツの国レベルの法律では断種は違法であったためこの法案は実現しなかったが、その後アドルフ・ヒトラー率いるナチスが与党となり本人の同意なしに国が強制的に不妊手術をするような法律である「断種法」を1933年に可決、成立させた
。これは優生学者にとっては非常に都合の良いものだった。フェアシュアーはナチスの政策を医学界に広めるために、みずから主宰して医学雑誌を創刊し、そこでヒトラーのことで「優生学を国家の主要原則とした初の政治家」と高く評価した。そしてナチスのほうもフェアシュアーのことを「ナチスに対して完全な忠誠心を持っており、政治的宣伝の面でも意義がある」と高く評価した。
1935年から1942年まで遺伝生物学・人種衛生学研究所所長となり、1942年から1948年までカイザー・ヴィルヘルム人類学・人類遺伝学・優生学研究所所長を務めた。フェアシュアーはその立場を利用して、断種する人々をあぶりだすために、フランクフルト市民の病気の履歴などを調べさせ、市民の約半数の25万人もの遺伝情報を得た。研究所に保健所の資格を取得させ、その資格を利用して住民を直接に診断し、遺伝的に健康と判断したカップルに「結婚適正証明書」を発行し、遺伝的に問題があると判断した場合、断種を強制的に進めるための書類を「優生裁判所」なる裁判所つまりナチスが断種のために新たに設立した裁判所に提出した。この裁判所では一件あたり10分もかけずに、強制的に不妊手術を行うような判決を下し、フェアシュアーの率いる研究所のせいで、つぎつぎと多くの人々が強制的に断種手術をされてしまい、1945年までにおよそ40万人が強制的に断種されてしまったといい、これは「当時のドイツ国民のおよそ200人にひとり」という数字だという。
こうしてフェアシュアーとナチスは病人や障害者を徹底して排斥したが、次にナチスはユダヤ人のことも「劣った人種」などとして徹底して排斥しはじめたわけで、この動きに、フェアシュアーは科学者の立場で協力した。ナチスにとっては誰がユダヤ人で誰がユダヤ人でないか選別する方法がはっきりしないことが問題となっていたので、フェアシュアーはユダヤ人を判別する方法を探る役割を担当したが、フェアシュアーは「ユダヤ人は他の民族と比較して糖尿病などの発病をしたり、聾や難聴などの障害が起きる頻度が高い」などと主張し（フェアシュアー「ユダヤ人の人種生物学」）、「ドイツ民族の特徴の保存が脅かされたりしないように、ユダヤ人を完全に隔離することが必要である」と主張した。
フェアシュアーは血液に含まれるたんぱく質の診断によってユダヤ人を簡単に判別できないか、と考えた。研究所にヨーゼフ・メンゲレという新人が赴任してきて、二人は師弟関係となった。フェアシュアーは弟子のメンゲレを使い、アウシュビッツ強制収容所でユダヤ人を中心としてさまざまな人種の血液を大量に集めさせ、自身のもとに大量の血液標本を届けさせた。弟子のメンゲレは、師のフェアシュアーを喜ばせようと眼球・骨なども届けようとし、それらを収容者の身体から解剖して取り出すために、収容されている人々を殺害しはじめた。
1945年5月7日にドイツが無条件降伏し敗戦すると、フェアシュアーは自身がナチスに協力していた証拠を焼却するなどして証拠隠滅を実行した。また戦後に逮捕され尋問されても、「アウシュビッツのことは知らなかった」と証言し、責任を回避し、日本円で45万円相当の罰金できりぬけた。戦後にはドイツの科学界に復帰し、戦後になって、自らを「遺伝学者」と再定義した。
1950年代から1960年代の間は人体に対する核放射線の影響についての研究と遺伝子工学によって「科学的な改良をされた」人間を作製する可能性に対しての警告で注目された。
1951年ミュンスター大学に迎え入れられ、1952年には、ドイツ人類学協会の会長に昇りつめ、学会トップの座に居座り続けた。1951年から1965年の間、ヴェストファーレン・ヴィルヘルム大学の人類遺伝学の教授を務め、医学部の学部長も兼任した。
ミュンスターで西ドイツ最大級の遺伝学研究センターを設立し、自身の死まで世界で最も影響力のある遺伝学者の一人でいた。1952年にはドイツ人類学協会の会長に選出された。息子に欧州委員会の高級官僚であるヘルムート・フォン・フェアシューアーがいる。
ヴェストファーレン・ヴィルヘルム大学で1965年に退職するまで人類遺伝学の教授を務めた。
黒い過去は人々には知られず、「遺伝学研究や遺伝疾患と遺伝異常についての研究における双生児研究の先駆者」として生きた。
1968年、故郷ゾルツで家族と休暇を過ごした帰り道に交通事故に遭い、11ヶ月間昏睡状態となり、翌1969年に死去。
追悼記事には「オトマール・フォン・フェアシュアー教授は信仰心が篤く、模範的な人物であった」などと書かれた。つまりナチスに協力していた黒い過去のことは人々に気づかれないまま人生を終えた。フェアシュアーの黒い過去が明らかにされたのは、彼の死後のことである。

## 文献
- Eric Ehrenreich, "Otmar von Verschuer and the 'Scientific' Legitimization of Nazi Anti-Jewish Policy," Holocaust and Genocide Studies 2007 21(1):55–72
- Westermann, Stefanie; Kühl, Richard; Gross, Dominik, eds. (2009), Medizin und Nationalsozialismus vol. 1: Medizin im Dienst der "Erbgesundheit": Beiträge zur Geschichte der Eugenik und "Rassenhygiene" (English: Medicine and National Socialism, Vol. 1: Medicine at work, the "hereditary health": Contribution to history of Eugenics and "race hygiene"), LIT Verlag Münster, ISBN 978-3643104786
- NHK「フランケンシュタインの誘惑」制作班『闇に魅入られた科学者たち―人体実験は何を生んだのか』NHK出版、2018年。ISBN 978-4140817353。

## リファレンス
- Sheila Faith Weiss: After the Fall. Political Whitewashing, Professional Posturing, and personal Refashioning in the Postwar Career of Otmar Freiherr von Verschuer. Isis, Vol. 101 (2010), 722–758.
- Peter Degen, "Racial Hygienist Otmar von Verschuer, the Confessing Church, and comparative reflections on postwar rehabilitation," pp. 155–65 in Jing Bao Nie, Japan´s Medical Wartime Atrocities (London: Routledge&Kegan, 2010)
- Robert N. Proctor, Racial Hygiene: Medicine under the Nazis, Cambridge, MA: Harvard University Press, 1988.
- Paul Weindling, "'Tales from Nuremberg': The Kaiser Wilhelm Institute for Anthropology and Allied medical war crimes policy," in Geschichte der Kaiser-Wilhelm-Gesellschaft im Nationalsozialismus: Bestandaufnahme und Perspektiven der Forschung, ed. Doris Kaufmann, v.2 (Goettingen: Wallstein, 2000), 635–652.
- Katrin Weigmann: "In the name of science. The role of biologists in Nazi atrocities: lessons for today's scientists" in EMBO Reports v.2 #10 (2001), 871–875.